# Харт, Картер
Картер Харт (англ. Carter Hart; 13 августа 1998, Эдмонтон, Альберта, Канада) — канадский профессиональный хоккеист, вратарь клуба НХЛ «Филадельфия Флайерз».

## Карьера

### Юношеская карьера
Харт считался одним из лучших вратарей в преддверии драфта НХЛ 2016 года. Центральное скаутское бюро НХЛ поставило его на 1 место в предварительном рейтинге 2016 года среди вратарей, выступающих в лигах Северной Америки. 28 мая 2016 года Картер был назван лучшим вратарем CHL текущего года. Несмотря на все свои достижения в сезоне Харт занял лишь второе место в финальном рейтинге Центрального скаутского бюро на драфт 2016 года.
На драфте НХЛ 2016 года Харт был выбран во 2-м раунде под общим 48-м номером клубом «Филадельфия Флайерз», он стал первым вратарём, выбранным в 2016 году. 2 октября 2016 года Картер подписал трёхлетний контракт новичка с «Флайерз».
В сезоне 2017/18 Харт был назван лучшим игроком и вратарём сезона в ЗХЛ. В дополнение к тому, что он был назван вратарём года ЗХЛ в сезоне 2017/18, он был назван вратарем года во всей CHL во второй раз, первый раз он получил эту награду в 2016 году. Он стал первым вратарем в истории CHL, дважды завоевавшим эту награду.
Юношеская карьера Харта запомнится как одна из лучших в истории юниорского хоккея CHL среди вратарей. За пять сезонов в ЗХЛ Харт сделал 26 шатаутов, это лучший показатель в истории CHL.

### НХЛ
Харт начал сезон 2018/19 в фарм-клубе «Флайерз», клубе АХЛ «Лихай Вэлли Фантомс». Он был вызван в основной состав «лётчиков» 17 декабря 2018 года, после того, как вратарь Энтони Столарз получил травму и был переведён в список травмированных. Картер дебютировал в НХЛ на следующий день, одержав победу в матче против «Детройт Ред Уингз» со счётом 3:2, и был назван первой звездой игры. Харт стал самым молодым вратарём с момента победы Кэри Прайса в своём дебютном матче в НХЛ и самым молодым в истории «Флайерз». После того, как Харт одержал свою четвёртую подряд победу в НХЛ в матче против «Виннипег Джетс», 28 января 2019 года, Харт стал первым вратарём со времен Стива Мэйсона, который записал на свой счёт четыре победы подряд среди вратарей до 21 года. Картер был назван новичком месяца НХЛ в январе 2019 года.
9 октября 2019 года Харт сделал "шатаут" в игре против «Нью-Джерси Девилз», став самым молодым голкипером в истории «Флайерз» достигнувшим этой цели .
Приостановил свою карьеру в 2024 году из-за предполагаемой причастности к скандалу, связанного с сексуальным насилием, который произошёл в 2018 году, во время его пребывания в составе молодёжной сборной Канады.